# Петровское (Тельмановский район)
Петровское (укр. Петрівське) — село на Украине, находится в Тельмановском районе Донецкой области. Под контролем самопровозглашённой Донецкой Народной Республики.

## География
В Донецкой области имеются ещё 11 одноимённых населённых пунктов, в том числе 2 в соседнем Старобешевском районе: сёла Петровское (Петровский сельский совет) и Петровское (Стыльский сельский совет).

#### Соседние населённые пункты по странам света
СЗ: Григоровка, Старомарьевка
З: Шевченко, Николаевка
ЮЗ: Луково, Таврическое
Ю: Запорожец, Приморское, Дерсово
С: Новая Марьевка
СВ: Тельманово
В: Свободное
ЮВ: —

## Население
Население по переписи 2001 года составляло 79 человек.

## Общие сведения
Код КОАТУУ — 1424882906. Почтовый индекс — 87152. Телефонный код — 6279.

## Адрес местного совета
87150, Донецкая область, Тельмановский р-н, с. Луково, ул. Первомайская, 12